# Rugby a 15 nel 2006
Il 2006 è un anno di transizione per il Rugby Mondiale, giungono alle fasi cruciali le qualificazioni per la Coppa del mondo 2007.

## Attività internazionale

### Tornei per Nazioni
|  | Sei Nazioni                  | Francia              |
|  | Tri Nations                  | Nuova Zelanda        |
|  | Camp. Europeo                | Romania              |
|  | Sudamericano B               | Brasile              |
|  | IRB Four Nations Amateurs    | Belgio               |
|  | Coppa d'Africa               | Sudafrica Amateurs   |
|  | Castel Beer Throphy          | Tanzania             |
|  | Asian Nations Series         | Giappone             |
|  | Churchill Cup                | NZ Maori             |
|  | IRB Pacific Nations Cup 2006 | Nuova Zelanda Junior |
|  | IRB Nations Cup 2006         | Argentina "A"        |
|  | Diamond Law Cup              | Canada               |
|  | Oceania Cup                  | Vanuatu              |

### Incontri celebrativi
- Centenario della nazionale sudafricana:

Per festeggiare i cent'anni dalla fondazione della nazionale sudafricana, avvenuta in occasione del tour in Europa del 1906, una selezione internazionale si reca in tour in Sudafrica:
| Città del Capo 10 giugno 2006 | Western Province XV | 31 – 49 | World XV |  |

| Johannesburg 3 giugno 2006 | Sudafrica | 30 – 27 | World XV |  |

La ricorrenza viene ulteriormente sottolineata da un altro incontro a dicembre, questa volta a Leicester:
| Leicester 3 dicembre 2006 | World XV | 7 – 32 | Sudafrica XV | Welford Road |

### Tour e test di metà anno (Down Under Tour)
Con "Down Under Tour" sono indicati i tour che si svolgono nell'emisfero australe tra maggio e luglio, in particolare ad opera delle squadre dell'emisfero nord.
Da segnalare la vittoria della Francia in Sudafrica.

### Autumn International
"Autumn International" è il modo con cui nell'emisfero nord si indica l'insieme delle tournée delle nazionali di rugby a 15 dell'emisfero nord in Europa nel mese di novembre. 
Nell'emisfero sud vengono invece ovviamente chiamati "Tour di primavera", vista la stagione in corso in quelle terre.
Nel 2006 l'evento storico è la vittoria dell'Argentina a Londra contro l'Inghilterra. L'Italia sfiora invece una storica vittoria contro l'Australia.

### Altri Tour
- Russia in Sud Africa:

| Pretoria 21 gennaio 2006 | Blue Bulls | 63 – 7 | Russia |  |

| Potchefstroom 26 gennaio 2006 | Leopards | 54 – 29 | Russia |  |

| Brakpan 30 gennaio 2006 | Falcons | 5 – 12 | Russia |  |

| Johannesburg 2 febbraio 2006 | Lions | 59 – 0 | Russia |  |

| Witbank 6 febbraio 2006 | Pumas | – | Russia |  |

- I Griguas (Sud Africa) in Sud America:

| Montevideo 27 maggio 2006 | Uruguay XV | 17 – 33 | Griquas |  |

### Altri Test
| Minorca 25 febbraio 2006 | Spagna | 27 – 25 | Francia Universitaria |  |

| Boitsford 26 marzo 2006 | Belgio XV | 17 – 12 | British Army in Germany |  |

| Brandeburgo 1º aprile 2006 | Germania | 36 – 16 | Galles (Distretti) |  |

| Singapore 8 maggio 2006 | Singapore | 14 – 26 | Hong Kong |  |

| Kampala 13 maggio 2006 | Kenya | 7 – 7 | Uganda |  |

| 25 giugno 2006 | Uruguay XV | 26 – 5 | Rosario |  |

| Nairobi 12 agosto 2006 | Uganda | 12 – 8 | Kenya |  |

| 4 settembre 2006 | Cile A | 63 – 8 | Venezuela |  |

| Seul 9 settembre 2006 | Corea del Sud | 100 – 3 | Cina |  |

| Berna 16 settembre 2006 | Svizzera | 10 – 40 | Germania |  |

| Tokyo 4 novembre 2006 | Giappone XV | 19 – 61 | Australian Prime Minister XV | Chichibu |

| Tokyo 10 novembre 2006 | Giappone XV | 22 – 29 | Queensland Reds |  |

| Lilla 10 novembre 2006 | Lille | 10 – 57 | Paesi Bassi |  |

| 10 novembre 2006 | Sel. VVFF Italia | 42 – 15 | Austria |  |

### I Barbarians
La selezione dei Barbarians ha disputato i seguenti incontri:
| Bedford 15 marzo 2006 | East Midlands | 17 – 63 | Barbarians |  |

| Leicester 17 marzo 2006 | Leicester Tigers | 42 – 52 | Barbarians | Welford Road |

| 4 aprile 2006 | Royal Navy | 10 – 31 | Barbarians |  |

| Londra 28 maggio 2006 | Inghilterra XV | 46 – 19 | Barbarians | Twickenham |

| Edimburgo 31 maggio 2006 | Scozia XV | 66 – 19 | Barbarians | Murrayfield |

| Tbilisi 4 luglio 2006 | Georgia | 19 – 28 | Barbarians |  |

| Newbury 15 novembre 2006 | Combined Service | 6 – 45 | Barbarians |  |

## La nazionale italiana
Nel 2006, la nazionale italiana, affidata a Pierre Berbizier ha disputato 10 match ufficiali con 2 vittorie (Giappone e Canada), 1 pareggio (Galles) e 7 sconfitte.
Complessivamente però è stata una stagione positiva, con molte sconfitte di misura contro squadre molto superiori come Australia e Irlanda.
- Il Sei nazioni dell'Italia: cinque partite con un solo storico pareggio a Cardiff, primo risultato utile esterno da quando l'Italia è entrata nel Sei Nazioni.

Il risultato finale (sesto posto) non rende merito ai progressi degli azzurri capaci di perdere con risultati più che onorevoli quattro partite su cinque, a cominciare dal match di Dublino con l'Irlanda perso per 16-26 dopo che il primo tempo si era chiuso 10-10. Molti dubbi restano sulle due mete irlandesi, ma l'arbitro non richiede la verifica televisiva prevista nei match internazionali.
A Roma con l'Inghilterra gli azzurri si trovano in vantaggio ad inizio secondo tempo. Nel finale sotto di 8 punti anziché accontentarsi cercano di ridurre il divario, ma vengono puniti con una meta che fissa il risultato sul 15-31.
A Parigi contro una fortissima Francia gli azzurri cedono solo nel finale (12-37).
A Cardiff una meta di rapina di Pablo Canavosio, regala lo storico pareggio con il Galles.
Gli azzurri meriterebbero il pareggio anche con la Scozia, ma alcuni errori portano ad una sconfitta di misura (10-13).
- Tour estivo in Giappone e Figi: successo col Giappone (52-6), ma sconfitta con Figi (18-29) in un tour da grandi premesse ma finale deludente[7][8]. Da segnare che la netta vittoria sul Giappone, porterà all'esonero dell'allenatore francese della nazionale del Sol Levante, che sarà sostituito dall'ex CT azzurro John Kirwan.

- Prima dei test match autunnali la nazionale deve sbrigare le pratiche della qualificazione ai mondiali 2007. Una vera formalità con due facili successi su Portogallo (0-83)[9] e Russia (7-67)[10].

- Test match autunnali: occasione perduta con l'Australia (squadra in crisi ma che ci supera 18-25)[11], poi sconfitta contro l'Argentina (16-23)[12] reduce dallo storico successo di Twichenham con l'Inghilterra. Infine un successo con il Canada (41-6), dopo un primo tempo deludente e una baruffa negli spogliatoi, gli azzurri si scatenano e travolgono gli avversari per 41-6[13].

## Tornei internazionali per club e selezioni
|  | Super 14           | Crusaders            |
|  | Heineken Cup       | Munster Rugby        |
|  | European Challenge | Gloucester R.F.C.    |
|  | Celtic League      | Ulster Rugby         |
|  | North America 4    | Canada West          |
|  | Pacific Rugby Cup  | Tau'uta Reds (Tonga) |

## Tornei Nazionali
- Africa:

| Sudafrica | Currie Cup  | Free State Cheetahs e Blue Bulls |
|           | Vodacom Cup | Falcons                          |

- Americhe:

| Argentina   | Nacional de Clubes    | San Isidro        |
| {           | Interprovinciale      | Tucuman           |
|             | Camp. di Buenos Aires | Hindù             |
| Brasile     | Campionato            | Rio Branco (SP)   |
| Canada      | Super League          | Newfoundland Rock |
| Stati Uniti | Superleague           | OMBAC San Diego   |

- Asia:

| Giappone | Top League | Tohisba Brave Lupus |
|          | Coppa      | Tohisba Brave Lupus |

- Europa:

| Inghilterra (bandiera) | Coppa Anglo-Gallese | London Wasps           |
| Irlanda                | All Ireland league  | Shannon                |
| Galles                 | Campionato          | Neath RFC              |
|                        | WRU Challenge Cup   | Pontypridd RFC         |
| Inghilterra            | Campionato          | Leicester Tigers       |
| Francia                | Campionato          | Biarritz               |
| Italia                 | Coppa               | Parma                  |
|                        | Campionato          | Benetton Treviso       |
| Scozia                 | Campionato          | Glasgow Hawks          |
| Belgio                 | Coppa               | Boitsford              |
|                        | Elite League        | Boitsford              |
| Georgia                | Campionato          |                        |
| Romania                | Campionato          | Steaua Bucarest        |
| Russia                 | Campionato          | VVA-Podmoskovye Monino |
| Spagna                 | Coppa               | El Salvador            |
|                        | Campionato          | UE Santboiana          |
| Finlandia              | Campionato          | Tampere RC             |

- Oceania:

| Nuovo Galles del Sud | Shute Shield                       | Eastwood                   |
|                      | Tooheys New Cup                    | Sydney University          |
| Queensland           | Premier Rugby                      | Wests                      |
| Australia            | Australian Provincial Championship | Brumbies                   |
|                      | Shield                             | ACT & Southern NSW Vikings |
| Figi                 | Colonial Cup                       | Coastal Stallions          |
| Nuova Zelanda        | Air New Zealand Cup                | Waikato                    |